# Vandalism: Beautiful as a Rock in a Cop's Face
Vandalism: Beautiful as a Rock in a Cop's Face – trzeci album The Feederz wydany w 2002 przez wytwórnię Broken Rekids. Nagrań dokonano w Soundhouse oraz Hanzsek Audio w Seattle.

## Lista utworów
1. "Break It All" – 2:12
2. "No Shopping" – 2:49
3. "Bend Over Beethoven" – 2:48
4. "Arizona Baked Hyena Tripe" – 0:51
5. "Fuck You" – 2:15
6. "Owned" – 2:20
7. "Burning MP3s" – 3:21
8. "Mothra" – 2:20
9. "One of Us" – 3:39
10. "Avon Lady" – 1:38
11. "Off The Pigs" – 0:39
12. "Why Don't You Just Die" – 1:18
13. "Aborted Jesus" – 2:23
14. "Stop You're Killing Me" – 1:53
15. "Jesus" – 3:42

## Skład
- Frank Discussion – śpiew, gitara
- Denmark Vesey – gitara basowa, dalszy śpiew
- Ben Wah – perkusja, dalszy śpiew

produkcja
- Jack Endino – nagranie i mix